# C/2012 S1 (ISON)
C/2012 S1 (ISON) war ein Komet, von dem im Jahr 2013 erwartet wurde, dass er eine große Helligkeit erreichen könnte. Er konnte jedoch nur mit optischen Hilfsmitteln beobachtet werden und während seines nahen Vorbeigangs an der Sonne löste er sich vollständig auf.

## Entdeckung und Beobachtung
Der Belarusse W. Newski und der Russe A. O. Nowitschonok entdeckten diesen Kometen mit einer Bildauswertungs-Software auf einer Aufnahme, die am frühen Morgen des 21. September 2012 mit einem 0,4-m-Teleskop des International Scientific Optical Network (ISON) am Observatorium in Kislowodsk gemacht worden war. Da zunächst davon ausgegangen worden war, dass es sich um einen Asteroiden handelte und erst durch weitere unabhängige Beobachtungen bestätigt werden konnte, dass es ein Komet war, wurde er nicht nach seinen Entdeckern, sondern nach dem Projekt benannt. Der Komet hatte eine scheinbare Helligkeit von etwa 19 mag und war noch 6,3 AE von der Sonne entfernt. Nachträglich konnte er bereits auf Aufnahmen gefunden werden, die vom 30. September 2011 bis Ende Januar 2012 mit Pan-STARRS bei einer Helligkeit von etwa 21–20 mag, und auch im Dezember 2011 im Rahmen des Mount Lemmon Survey gemacht worden waren. Erste Bahnberechnungen ergaben, dass der Komet im November 2013 sehr nahe an der Sonne vorbeigehen würde und dabei kurzzeitig eine große Helligkeit erreichen könnte.
Nachdem er für Beobachter auf der Erde ab Anfang März 2013 zu nahe an der Sonne stand, wurde er am 1. September 2013 wieder bei einer Helligkeit von 11 mag am Morgenhimmel aufgefunden. Bis Anfang Oktober war seine Helligkeit erst auf 10 mag angestiegen, wodurch klar wurde, dass der Komet nicht sehr schnell heller wird. Mitte November konnte eine Zunahme an freigesetzten Gasen beobachtet werden, was mit dem Loslösen eines kleineren Bruchstücks vom Kern des Kometen erklärt wurde. Kurz darauf wurde generell eine Zunahme an Aktivität festgestellt, die die Helligkeit des Kometen rasch auf 6 mag brachte, ein Schweif entwickelte sich bis zu einer Länge von 1°. Die letzte Beobachtung des Kometen von der Erde erfolgte am 23. November in Spanien mit einem Fernglas bei einer Helligkeit von 4 mag.

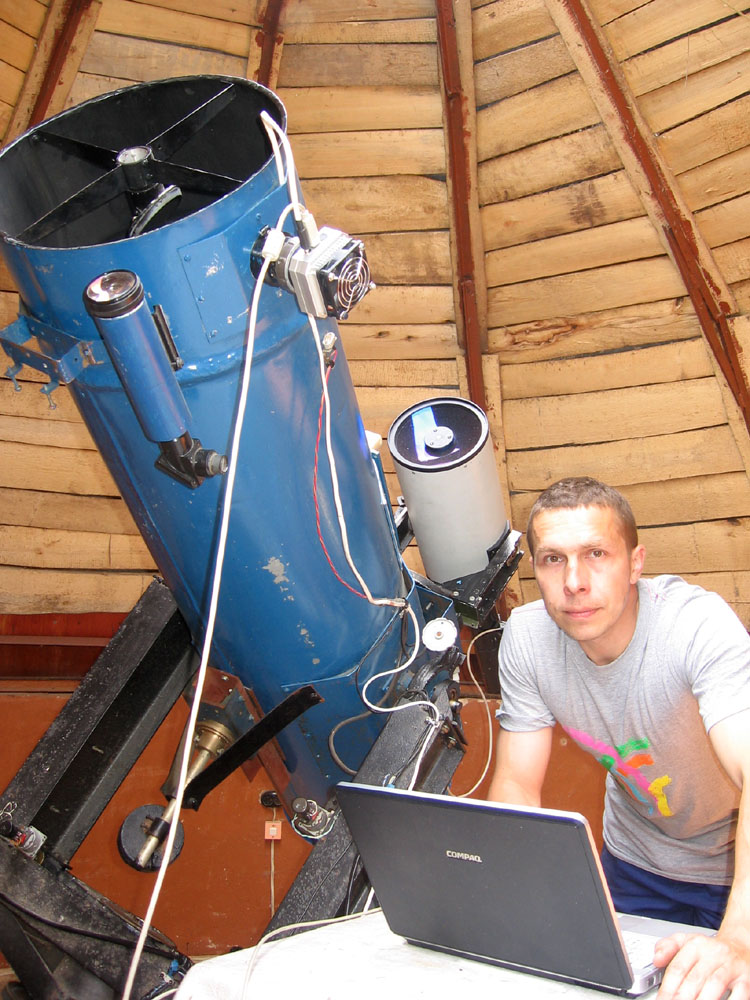
Witali Newski, einer der beiden Entdecker des Kometen (2010)

Bereits am 20. November war der Komet in das Blickfeld der Raumsonden STEREO A und B eingetreten, er war zu dieser Zeit noch etwa 0,43 AE von der Sonne entfernt und zeigte Gas- und Staubschweife. Am 27. November trat der Komet bei einem Sonnenabstand von 0,15 AE auch in das Beobachtungsfeld des LASCO-Experiments an Bord des Solar and Heliospheric Observatory (SOHO), dessen C2- und C3-Kameras den Kometen während seiner Annäherung an die Sonne fortlaufend bis etwa 12 Stunden vor dem Perihel beobachten konnten. Zu diesem Zeitpunkt war der Komet etwa −2 mag hell, danach nahm die Helligkeit wieder ab. Der Komet zeigte zwei Schweife, von denen der größere über 4° lang war. Am 29. November erschien der Komet (bzw. seine Überreste) nach seinem Periheldurchgang wieder im Sichtfeld der C3-Kamera, bereits einen Tag später war seine Erscheinung aber deutlich diffuser und schwächer geworden und dies setzte sich fort, bis am 1. Dezember eine verwaschene undeutliche Wolke aus Staub das Sichtfeld der Kamera verließ. Die Überreste konnten vielleicht am 7. Dezember auch noch einmal durch den Beobachter in Spanien bei einer Helligkeit von etwa 7 mag beobachtet werden, danach wurde nichts mehr davon gesehen.
Newski und Nowitschonok erhielten im Jahr 2013 gemeinsam mit fünf Entdeckern anderer Kometen den Edgar Wilson Award als Sonderpreis.

## Auswirkungen auf den Zeitgeist
Bereits kurz nach seiner Entdeckung wurden Vorhersagen gemacht, dass der Komet in Sonnennähe eine „12-mal größere Helligkeit als der Vollmond“ zeigen und einen gigantischen Schweif ausbilden würde, der am Taghimmel sichtbar wäre. Er wurde als „Komet des Jahrhunderts“ tituliert und bereits im Voraus mit den größten Kometen der letzten 300 Jahre auf eine Stufe gestellt. Ähnlich wie bereits 40 Jahre zuvor bei dem unrühmlichen Kometen C/1973 E1 (Kohoutek) entstand somit auch um den Kometen ISON wieder ein überzogener Medienrummel, der nach der Auflösung des Kometen ein jähes Ende fand. Der Komet war zu keiner Zeit ein leicht zu beobachtendes Objekt für den Laien.

## Wissenschaftliche Auswertung
Auch auf wissenschaftlichem Gebiet gab es gewisse Parallelen zwischen dem Kometen ISON und dem Kometen Kohoutek: Ebenso wie fast 40 Jahre zuvor ergab sich durch die frühe Entdeckung des Kometen reichlich Zeit zur Vorbereitung zahlreicher internationaler Forschungsprojekte. Dadurch konnte ISON der Gegenstand einer der best-koordinierten Beobachtungskampagnen aller Zeiten werden. Über ein Dutzend Weltraumsonden und zahllose erdgestütze Beobachter sammelten die vermutlich umfangreichsten Daten über einen einzelnen Kometen in der Geschichte.

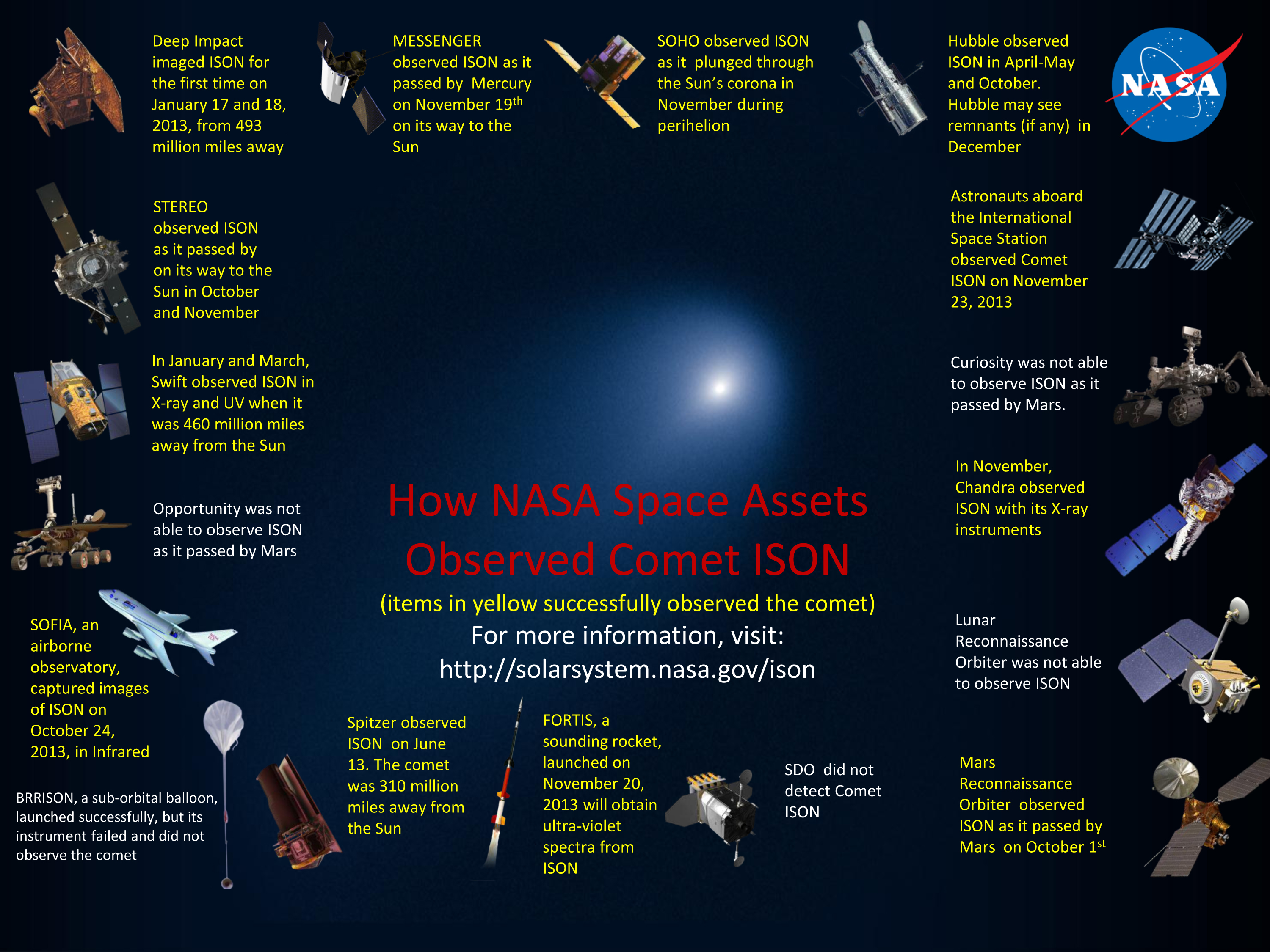
Übersicht der Beobachtungskampagnen der NASA

### Einzelbeobachtungen
Von Ende September 2012 bis Mitte Februar 2013 wurden am Selentschuk-Observatorium in Russland photometrische Messungen mit einem 60-cm-Teleskop und spektroskopische Untersuchungen mit dem 6-m-BTA-Teleskop durchgeführt, um Helligkeit und Farbe der Koma und die Produktionsrate von Staub zu untersuchen. Ebenfalls beginnend im September 2012 konnte bis Juni 2013 das Ausgasungsverhalten des Kometen durch eine Auswertung photometrischer Beobachtungen an unterschiedlichen Observatorien untersucht werden. In dieser Zeit gaste im Wesentlichen Kohlenstoffdioxid (CO2) aus dem Kometen aus, Wasser hatte nur einen geringen Anteil. Von März bis Juni 2013 konnten Kohlenstoffmonoxid (CO) oder Cyanwasserstoff (HCN) nicht nachgewiesen werden. Aus Beobachtungen mit den HIFI- und PACS-Experimenten an Bord des Herschel-Weltraumteleskops im Infraroten Anfang März 2013 sowie mit dem 30-m-Radioteleskop des Instituts für Radioastronomie im Millimeterbereich (IRAM) in Spanien im März und April 2013 wurden Produktionsraten für Wasser, Kohlenstoffmonoxid und Staub abgeschätzt.
Als der Komet noch etwa 5 AE von der Sonne entfernt war, wurde er zwischen Januar und März 2013 von der Raumsonde Deep Impact beobachtet. Aus den Messungen konnte eine Lichtkurve erstellt werden, die mehrfach spontane Anstiege der Helligkeit über mehrere Stunden hinweg zeigte. Veränderungen in der Morphologie der Koma konnten im Beobachtungszeitraum nicht entdeckt werden. Im Februar 2013 wurde der Komet auch am Observatorium La Hita in Spanien beobachtet. Aus der Lichtkurve wurde versucht, die Rotationsperiode des Kerns zu ermitteln. Als ein möglicher Wert wurde ein ungefährer Wert von 14,4 Stunden abgeleitet.
Bei zwei Beobachtungskampagnen mit dem Hubble-Weltraumteleskop (HST) Anfang April und Anfang Mai konnten aus den aufgenommenen Farbfotos und Polarisationsbildern Modelle über die Materialeigenschaften der Partikel in der Koma erstellt werden, die eine hohe Heterogenität in Abhängigkeit vom Abstand zum Kern aufzeigten. Ebenfalls Anfang April konnten mit dem HST Aufnahmen des Kometen im sichtbaren Licht gemacht werden. Aus Form, Farbe und zeitlicher Veränderung der Koma und eines zur Sonne gerichteten Schweifes konnte die Zusammensetzung der Staubkoma abgeleitet und Vergleiche mit dem Kometen C/1995 O1 (Hale-Bopp) angestellt werden sowie die vermutliche räumliche Orientierung des Pols des Kometenkerns ermittelt werden.
Während der Komet sich zwischen Mitte Oktober und Ende November der Sonne von 1,8 AE bis auf 0,44 AE näherte, wurde die Produktionsrate von Wasser aus Beobachtungen des neutralen Sauerstoffs und des Hydroxyl-Radikals (OH) im sichtbaren Licht und im nahen Ultraviolett abgeleitet. Die Messungen am McDonald-Observatorium in Texas und am Keck-Observatorium auf dem Mauna Kea konnten auch einen spontanen Ausbruch bei 0,6 AE Sonnenabstand aufzeichnen, wahrscheinlich verursacht durch einen Zerfallsvorgang des Kerns. Hochaufgelöste Spektrometrie im Infraroten mit NIRSPEC am Keck-Observatorium Ende Oktober und mit CSHELL an der Infrared Telescope Facility (ebenfalls auf dem Mauna Kea) im November ermöglichten die Ermittlung der Produktionsraten, der relativen Häufigkeiten und der räumlichen Verteilung flüchtiger Substanzen wie Wasser, CH4, C2H6, C2H2, CH3OH, HCN, OCS, NH3 und H2CO in der Kometenkoma. Im selben Zeitraum wurde der Komet auch in der ersten Novemberwoche mit dem ACIS-Experiment des Chandra X-ray Observatory im Röntgenbereich beobachtet und die Wechselwirkung der Koma mit dem Sonnenwind untersucht.
Zwischen 2011 und 2020 wurden am Olmen Observatory in Belgien 119 Kometen photometrisch beobachtet, unter den langperiodischen auch von Anfang Oktober 2012 bis Mitte November 2013 der Komet ISON. Die Aktivität des Kometen im Maß seiner Staubproduktion wurde dabei als „typisch“ wie für gut die Hälfte der langperiodischen Kometen gefunden.
Am 14. November hatte ein starker Gasausstoß von NH2 aus dem Kometenkern begonnen. Mit einem hochauflösenden Spektrografen am Subaru-Teleskop auf dem Mauna Kea konnte am folgenden Tag das Verhältnis zwischen 14NH2 und 15NH2 bestimmt werden. Dieses Verhältnis lag bei einem ähnlichen Wert wie bereits zuvor bei zwölf anderen Kometen beobachtet. Am 15. November wurde ISON auch wieder mit dem 30-m-Radioteleskop des IRAM in Spanien beobachtet. Es konnten dabei die Moleküle HCN, HNC und CH3OH sowie das Ion HCO+ in der Koma entdeckt und das Verhältnis zwischen HCN und HNC bestimmt werden. In Zusammenhang mit der Aktivitätszunahme am 14. November wurde eine Verzehnfachung der Intensität von HCN festgestellt. Eine Suche nach PH3 blieb erfolglos.
Als der Komet noch etwa 0,55 AE von der Sonne entfernt war, konnte am 16. und 17. November 2013 mit dem Atacama Large Millimeter/submillimeter Array (ALMA) die Verteilung von HCN, HNC, H2CO, CH3OH und Staub in der Koma des Kometen gemessen werden. Starke zeitliche Schwankungen in der Gas- und Staubproduktion deuteten auf wiederholte Aufbrüche des Kerns im Wechsel mit Zeiten relativer Ruhe hin. Auch das Verhältnis H12CN/H13CN konnte bestimmt werden. Während der Beobachtungen mit ALMA konnte auch erstmals CS im Kometen ISON entdeckt werden, vermutlich entstanden durch Zerfall eines anderen Moleküls in der Koma. Die Häufigkeiten der Substanzen relativ zu Wasser wurden bestimmt.

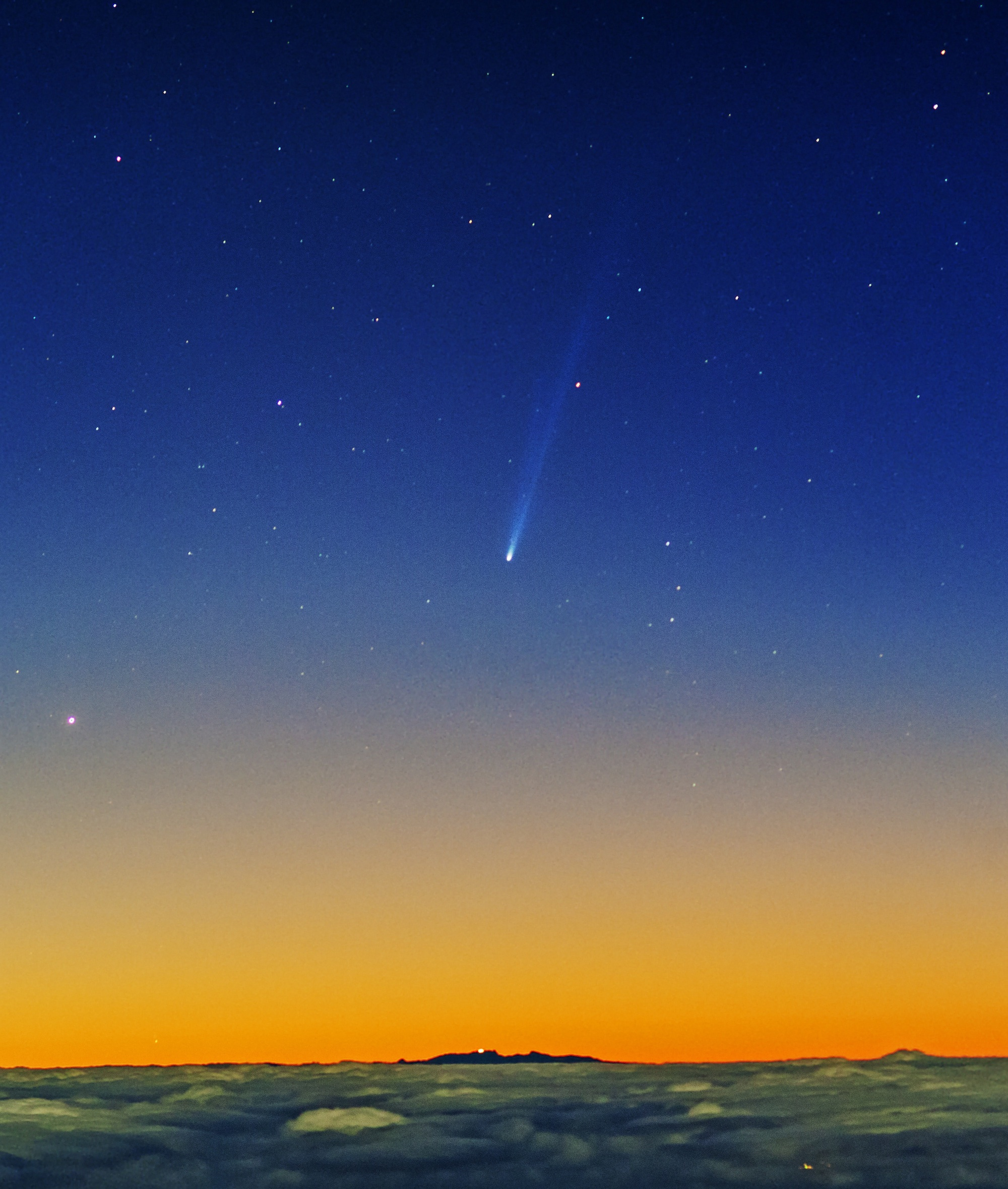
Komet ISON am 21. November 2013, gesehen vom Observatorio del Teide

Im Zeitraum eines Monats vor der größten Annäherung an die Sonne konnte mit der Solar Wind ANisotropies (SWAN)-Kamera an Bord von SOHO die Wasserstoff-Koma des Kometen durchgehend beobachtet und daraus die Produktionsrate von Wasser abgeleitet werden. Diese Rate nahm von Ende Oktober bis Mitte November nur langsam zu, verstärkte sich danach jedoch dramatisch, um bis zum 23. November ein Maximum zu erreichen. Aus den Daten wurden Abschätzungen zur aktiven Oberfläche des Kometen und zur ursprünglichen Größe des Kerns gewonnen. Durch Beobachtungen mit der Solar Wind Imaging Facility (SWIFT) des Toyokawa-Observatoriums an der Universität Nagoya konnte im November 2013 die Elektronendichte im Plasmaschweif des Kometen abgeschätzt werden. Zu dieser Zeit erstreckte sich der Plasmaschweif über mehr als 30 Mio. km vom Kometenkern.
In den Tagen kurz vor dem Periheldurchgang des Kometen wurde mit dem Radioteleskop bei Medicina in Italien nach Emissionen von NH3 gesucht und eine Produktionsrate abgeleitet. In den letzten Tagen vor dem Periheldurchgang wurden Beobachtungen der Staubhülle des Kometen im Infraroten durchgeführt. Kurz vor dem Perihel nahm diese eine langgestreckte Form mit einer Ausdehnung von über 100.000 km in sonnenabgewandter Richtung an. Am 28. November konnten auch zahlreiche Klumpen darin beobachtet werden, die mit dem völligen Zerfall des Kometen in Verbindung stehen dürften, bei dem etwa 52 Mio. t Staub freigesetzt wurden. Kurz vor seiner Auflösung bei seinem Vorbeiflug an der Sonne zeigten sich im Schweif des Kometen noch kurzzeitig die Emissionslinien von Natrium. Vom 19. zum 20. November stieg deren Intensität um das Dreifache an, während sich der Schweif sonnenabgewandt mehr als 1 Mio. km vom Kern weg erstreckte.
Am 20. November 2013 wurde der Komet im fernen Ultraviolett durch FORTIS, ein Teleskop an Bord einer Forschungsrakete, beobachtet. Die Rakete startete von der White Sands Missile Range in New Mexico und erreichte eine Höhe von 270 km. Es konnten aus den Aufnahmen die Produktionsraten von Wasser und Kohlenstoff sowie eine Abschätzung für Kohlenstoffmonoxid ermittelt werden. Während seines nahen Vorbeigangs an der Sonne konnte der Komet bis zum 28. November mit dem SUMER Spektrometer an Bord von SOHO ebenfalls im fernen Ultraviolett mit einer hohen räumlichen und zeitlichen Auflösung beobachtet werden. Der Staubschweif war durch gestreutes Sonnenlicht beobachtbar und ein Modell der Emission und der Dynamik der Staubpartikel konnte erstellt werden. Es konnten keine Spuren von Gas oder Plasma um den Kern festgestellt werden und auch die Staubemission endete offenbar abrupt einige Stunden vor dem Periheldurchgang. Als der Komet ISON in geringem Abstand von weniger als zwei Sonnenradien an der Sonnenoberfläche vorüberging, wurde auch erwartet, dass er eine starke Quelle von extrem ultravioletter Strahlung (EUV) sein würde. Es konnte aber von EUV-Teleskopen überhaupt keine Strahlung festgestellt werden, etwa im Gegensatz zu dem ebenfalls sonnenstreifenden Kometen C/2011 W3 (Lovejoy). Es wurde daraus abgeleitet, dass der Kern des Kometen ISON durch starken Masseverlust bei seiner Annäherung an die Sonne in Perihelnähe wesentlich kleiner als der des Kometen Lovejoy war.

### Umfassende Analysen
Nachdem der Komet während seines engen Vorbeigangs an der Sonne zerbrochen war und sich in der Folge gänzlich aufgelöst hatte, wurden auch zahlreiche Beobachtungen und Messergebnisse aus der gesamten Beobachtungszeit noch einmal neu bewertet und Vergleiche zu anderen Kometen gezogen, die sich in ähnlicher Weise aufgelöst hatten.
Eine Auswertung der langfristigen Lichtkurve des Kometen ISON hatte zunächst eine starke Zunahme der Helligkeit des Kometen kurz nach seiner Entdeckung gezeigt, gefolgt von einem abrupten Übergang zu einem nahezu völligen Stillstand der Helligkeitsentwicklung bei einer Entfernung von der Sonne von etwa 4 AE im April 2013. Dies ist ein für „dynamisch neue“ Kometen aus der Oortschen Wolke typisches Verhalten (slope discontinuity event) und konnte in ähnlicher Form bei fünf anderen Kometen zuvor beobachtet werden, die sich anschließend alle auflösten (u. a. C/1999 S4 (LINEAR), C/2002 O4 (Hoenig), C/2010 X1 (Elenin)). Es wurde daraufhin bereits vor seiner Annäherung an die Sonne prognostiziert, dass sich auch der Komet ISON auflösen würde, was sich später bewahrheitete. Aus den in anderen Untersuchungen veröffentlichten Produktionsraten von Wasser, Staub und Kohlenstoffmonoxid wurde der Massenverlust des Kometen und ein ursprünglicher Durchmesser von etwa 1 km abgeleitet. Auch aus Aufnahmen mit der Weitwinkelkamera des Hubble Space Telescope im April, Mai, Oktober und November 2013 im sichtbaren Licht konnte unter gewissen Annahmen für die Albedo eine Größenabschätzung für den Kern durchgeführt werden. Es wurde ein Durchmesser von etwa 1,4 km berechnet, was zu den im Rahmen anderer Untersuchungen gemessenen Wasserproduktionsraten passt. Aus zeitlichen Veränderungen der inneren Koma wurde auch eine mögliche Rotationsperiode des Kerns von etwa 10,4 Stunden abgeleitet. Mit einer neuartigen Methode, bei der aus der gemessenen Helligkeitsverteilung in der Koma durch ein mathematisches Modell auf die absolute Helligkeit des Kerns geschlossen wird, wurde aus einer photometrischen Beobachtung des Kometen vom 23. Oktober 2013 ein effektiver Durchmesser des Kerns von 1,7 ± 0,2 km abgeleitet.
Aus Beobachtungen der Staubhülle des Kometen von der Erde und mit dem LASCO C3-Experiment an Bord von SOHO in einem Zeitraum von kurz nach seiner Entdeckung bis kurz nach seinem Periheldurchgang wurde abgeleitet, dass die Staubentwicklung zunächst in einem aktiven Gebiet des Kometenkerns stattfand, das zwischen 35° N und 90° N kometografischer Breite lag, bei einer um 70° gegen die Bahnebene geneigten Rotationsachse, die Sonne beleuchtete dabei nahezu während der ganzen Zeit dieselbe Hemisphäre des Kometenkerns. Nachdem der Komet der Sonne Anfang Mai bis auf unter 4 AE nahegekommen war, erfolgte die Staubentwicklung isotrop. Unter der Annahme eines ursprünglichen Durchmessers des Kerns von 1 km war bereits die Hälfte seiner Masse verdampft als er einen Sonnenabstand von 17 Sonnenradien (11,8 Mio. km) erreichte. Zu diesem Zeitpunkt gab es ein massives Zerfallsereignis, bei dem die verbliebenen 230 Mio. t Material freigesetzt wurden. Nach dem Vorbeigang an der Sonne blieben von dem Kometen nur noch sehr kleine Staubpartikel mit einer Masse von 670.000 t übrig. Untersuchungen mit ähnlichen Ergebnissen wurden auch am Lowell-Observatorium durchgeführt. Aus photometrischen Messungen und morphologischen Auswertungen der Aufnahmen von SOHO und STEREO aus der Zeit um den Periheldurchgang des Kometen herum konnte auch abgeleitet werden, dass der Kometenkern vermutlich bereits vor seiner größten Annäherung an die Sonne auf Grund des Masseverlustes zerstört worden war. Nach dem Periheldurchgang konnte wahrscheinlich nur noch eine Gas- und Staubwolke beobachtet werden und ein eventuell noch vorhandener Kern hätte einen Radius von weniger als 10 m gehabt. Nach dem Zerbrechen des Kometen in Sonnennähe wurde ein neuer Mechanismus modelliert, um diesen Zerfall auch durch den Druck sublimierender Gase im Kometenkern unter der Annahme einer geringen inneren Festigkeit erklären zu können.
Da für den Kometen hinreichende Daten vorlagen über die auf ihn einwirkenden nicht-gravitativen Kräfte durch Ausgasung insbesondere von Wasser und ebenso über die Menge an sublimierendem Wasser (für den Kometen standardisiert in 1 AE Abstand von der Sonne in der Größenordnung von 2,0∙1028 Molekülen pro Sekunde, entsprechend etwa 600 kg/s), konnte in einer Untersuchung von 2022 der Durchmesser des Kometenkerns mit zwei verschiedenen Methoden neu abgeschätzt werden. Es wurde dafür ein Wert von 1,0 ± 0,4 km gefunden. Ein so kleiner Kometenkern war prädestiniert für eine zunehmend beschleunigte Rotation, ausgelöst durch Ausgasungsdrehmomente von sublimierendem Wassereis, was als plausibelste Erklärung schließlich zu seinem Zerfall führte.
Unter Heranziehung diverser der bereits oben genannten Beobachtungs- und Forschungsergebnisse konnten Zdenek Sekanina und Rainer Kracht das umfassendste Bild der Entwicklung des Kometen von seinen ersten Beobachtungen im September 2011 bis zu seiner vollständigen Auflösung in eine Staubwolke bei seinem Vorbeigang an der Sonne mehr als zwei Jahre danach erstellen. Ihre Analyse führte zu folgenden Ergebnissen:
- Der Komet zeigte während der Zeit seiner Beobachtung fünf wellenförmige Verläufe seiner intrinsischen Helligkeit (scheinbare Helligkeiten normalisiert auf gleichen Beobachtungsabstand und Phasenwinkel). Jede Welle war ausgeprägter als die vorhergehende und wurde in einem kürzeren Zeitraum durchlaufen.
  - Die erste Welle startete bereits zu einem unbekannten Zeitpunkt vor seiner ersten Beobachtung, als er noch über 9,4 AE von der Sonne entfernt war, stieg langsam an, erreichte ein Maximum und sank danach wieder leicht ab.
  - Mitte Juli 2012, etwa 500 Tage vor dem Perihel, begann eine zweite Welle. Wieder stieg die Helligkeit langsam an, erreichte ein zwischenzeitliches Maximum und sank danach wieder leicht ab. Sie dauerte insgesamt knapp zehn Monate.
  - Die dritte Welle begann Ende April 2013 und dauerte knapp dreieinhalb Monate.
  - Die vierte Welle begann Anfang August, als der Komet noch 2,5 AE von der Sonne entfernt war. Sie dauerte bis Mitte Oktober und wurde gefolgt von der
  - fünften Welle, die nur noch 15 Tage dauerte. An ihrem Ende war der Komet noch 0,85 AE von der Sonne entfernt. Diese Wellenbewegungen der intrinsischen Helligkeit des Kometen wurden wahrscheinlich jeweils verursacht durch die Aktivierung neuer diskreter und begrenzter Reservoirs gefrorener Substanzen auf und direkt unter der Oberfläche des Kometenkerns, hervorgerufen durch die immer größere Annäherung an die Sonne und die dadurch zunehmende Erwärmung.
- Ab einem Sonnenabstand von 2 AE und darunter zeigte die Produktionsrate von Wasser eine qualitative Übereinstimmung mit der Helligkeitskurve, insbesondere im November 2013. Eine Abschätzung der Produktionsraten von Wasser und Staub ergaben, dass der Komet zwischen 1. Oktober und 25. November fast 60 Mio. t an Masse verlor. Dies entspricht bei einer bestimmten angenommenen mittleren Dichte einer Kugel von 650 m Durchmesser und muss damit nahezu der Größe des Kometenkerns entsprechen, als er während seiner größten Annäherung an den Mars am 1. Oktober mit dem HiRISE-Instrument an Bord des Mars Reconnaissance Orbiter beobachtet worden war.[44]
- Unmittelbar nach dem Ende der fünften Welle, 16 Tage vor dem Perihel (d. h. am 12. November), begann ein massiver Helligkeitsausbruch, von Sekanina als „Ereignis 1“ tituliert. Die Helligkeit sank daraufhin zunächst wieder auf einen stabilen Wert ab, aber nur wenig mehr als 9 Tage vor dem Perihel (d. h. am 19. November) begann ein erneutes Aufleuchten des Kometen, das zum „Ereignis 2“ führte. Die intrinsische Helligkeit erreichte dabei keine höheren Werte als bei „Ereignis 1“, aber „Ereignis 2“ zeigte mehrere Maxima, dauerte mindestens 3 Tage an und war mit einem enormen Anstieg der Produktionsrate von Wasser verbunden. Diese war nicht mehr mit einem Ausgasen an der beleuchteten Oberfläche des Kometenkerns allein zu erklären, sondern wurde wahrscheinlich durch das Verdampfen eisiger Körner verursacht, die durch ein Zerbrechen des Kerns, bedingt durch den zunehmenden thermischen Stress in seinem Innern, freigesetzt wurden. Während nach „Ereignis 1“ noch der größte Teil der Eisvorräte erhalten geblieben war, wahrscheinlich in großen Bruchstücken von der gleichen Größenordnung wie der ursprüngliche Kern, blieb nach „Ereignis 2“ so gut wie kein Eis mehr übrig, was ein Anzeichen dafür war, dass der Kern in wesentlich kleinere Bruchstücke zerfallen war als zuvor. Drei Tage vor dem Perihel (d. h. am 25. November) endete jegliche Ausgasung, d. h. zu diesem Zeitpunkt waren alle Eisvorräte des Kometen erschöpft.

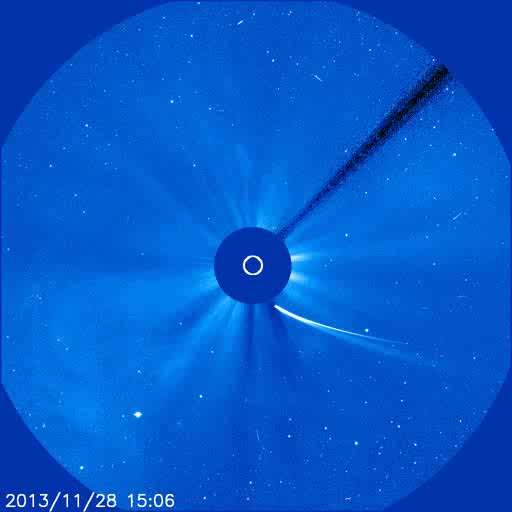
Aufnahme des Kometen durch SOHO C3-Kamera 3,6 Stunden vor dem Perihel. Man erkennt den Staubschweif und darüber die hellere Schleppe

- Etwa 2,4 Tage vor dem Perihel, als der Komet noch etwa 40 Sonnenradien von der Sonne entfernt war, gab es mit „Ereignis 3“ einen weiteren raschen Helligkeitsanstieg, der bis etwa 16 Stunden vor dem Perihel andauerte. Er wurde zum einen verursacht durch eine immer stärkere Zersplitterung (cascading fragmentation) der Trümmer von „Ereignis 1“ und „Ereignis 2“, zum anderen durch die Freisetzung von Natrium, das eine Wolke aus mikroskopisch kleinen Staubpartikeln bildete. Dies führte zusammen zu der beobachteten maximalen scheinbaren Helligkeit von −2 mag.

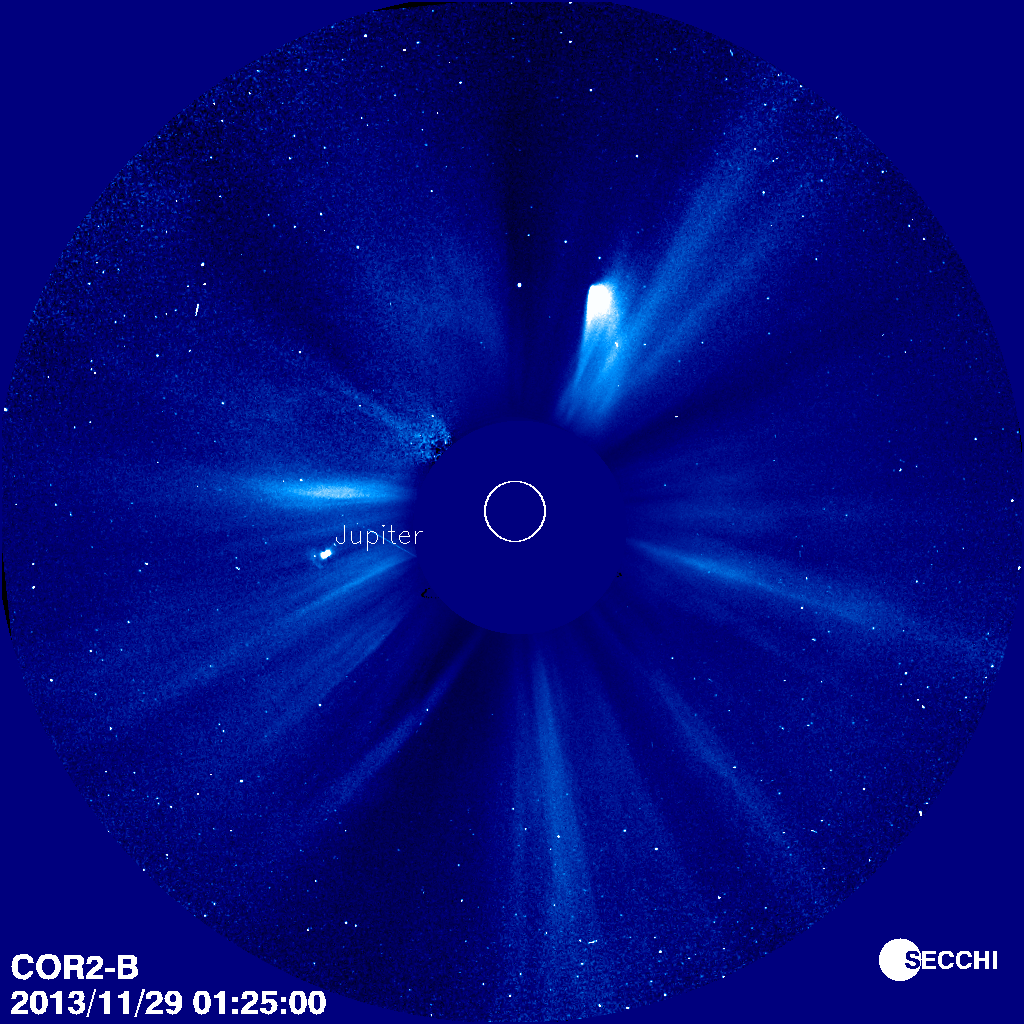
Aufnahme des Kometen durch STEREO B 6,7 Stunden nach dem Perihel. Zu sehen ist das breit gefächerte und hell leuchtende Staubfeld und der lange Staubschweif

- Die Beobachtungen des Kometen während seiner größten Annäherung an die Sonne durch die Raumsonden SOHO und STEREO A und B ermöglichten eine detaillierte Analyse der Vorgänge während eines Zeitraums von 33 Stunden um das Perihel:
  - Vor dem Periheldurchgang zeigte der Komet einen deutlichen, leicht gekrümmten Schweif, der im Wesentlichen durch während des „Ereignisses 2“ freigesetzten Staub gebildet wurde. Etwa 5 Stunden vor dem Perihel begann der zuvor klar erkennbare und abgerundete Kern des Kometen langsam auf den Aufnahmen zu verschwinden, dies erstreckte sich über einen Zeitraum von etwa 4 Stunden. Vor dem verblassenden Kern zeigte sich eine spitze Verlängerung in Bewegungsrichtung, zugleich zeigte der Schweif eine wie abgeschnittene vordere Begrenzung. Die vorderste Spitze der Verlängerung entsprach dem Ort der massivsten Bruchstücke des zerfallenden Kerns, die abgeschnittene Spitze des Schweifs stand in Verbindung mit „Ereignis 3“.
  - Auf einigen Aufnahmen war auch eine Schleppe neben dem Kometenschweif zu erkennen, diese wurde aus kieselstein- bis millimetergroßem Material gebildet, das sich bereits in großer Sonnenentfernung und vor langer Zeit vom Kern gelöst hatte, als sich das Wassereis im Kern langsam erwärmte. Vom Material dieser Schleppe überstand nichts den Periheldurchgang.
  - Nach dem Periheldurchgang zeigte der Komet eine gänzlich andere Erscheinung als davor. Es war immer noch ein sehr langer und dünner Schweif zu erkennen, hauptsächlich aus Material des „Ereignisses 2“ gebildet. Am vorderen Ende war aber nun keinerlei kernartige Verdichtung mehr zu erkennen. Ein weit gefächertes Staubfeld erschien lokal als helles Objekt, dieser Effekt entstand aber nur durch Vorwärtsstreuung des Sonnenlichts an porösem Staub. Aus der fächerartigen Form des Staubfeldes und dessen Begrenzungen ließ sich eindeutig ableiten, dass etwa 3,5 Stunden vor dem Perihel bei einem Sonnenabstand von 5,2 Sonnenradien die letzten Staubfreisetzungen stattgefunden hatten. Zu diesem Zeitpunkt endete jegliche Aktivität des Kometen, der Kern war vollständig zerfallen und dieser Zeitpunkt bedeutete somit das Ende der Existenz von C/2012 S1 (ISON).
  - Für die größten (inaktiven) Bruchstücke des Kometen, die den Vorbeigang an der Sonne überstanden hatten, wurde eine maximale Größe von 25 cm abgeschätzt, möglicherweise waren sie kleiner als 1 cm.
- Aus ausführlichen Analysen der Bewegung des Kometen konnten genauere Berechnungen seiner Bahnelemente vorgenommen werden, für Einzelheiten dazu siehe Kapitel „Umlaufbahn“.
- Ein Vergleich des Kometen ISON mit dem zwei Jahre zuvor beobachteten Sonnenstreifer C/2011 W3 (Lovejoy) aus der Kreutz-Gruppe ergab in allen wesentlichen Punkten deutliche Unterschiede zwischen beiden und zeigte, dass der Kern des Letzteren einen wesentlich größeren Zusammenhalt besaß.
- Ein Einfluss der Gezeitenkräfte der Sonne auf den Zerfall des Kometen ISON konnte ausgeschlossen werden, außerdem konnten keine Anzeichen für die Sublimation von Silicaten aus dem Kern festgestellt werden.[45]

## Umlaufbahn
Für den Kometen konnte aus 6682 Beobachtungsdaten über einen Zeitraum von über zwei Jahren eine schwach hyperbolische Umlaufbahn bestimmt werden, die um rund 62° gegen die Ekliptik geneigt ist. Die Bahn des Kometen verlief damit steil angestellt zu den Bahnebenen der Planeten. Im sonnennächsten Punkt (Perihel), den der Komet am 28. November 2013 durchlaufen hat, war er nur etwa 1,86 Mio. km vom Sonnenmittelpunkt entfernt, das entspricht nur etwas weniger als 2,7 Sonnenradien. Bereits am 20. Mai war der Komet in 2,5 AE Abstand am Jupiter vorbeigegangen und war am 1. Oktober dem Mars sehr nahegekommen bis auf etwa 10,8 Mio. km. Am 19. November erfolgte eine Annäherung an den Merkur bis auf etwa 36,2 Mio. km und am 21. November wurde der geringste Abstand zur Erde mit etwa 128,1 Mio. km (0,86 AE) erreicht. Wenn der Komet sich bei seinem nahen Vorbeiflug an der Sonne nicht aufgelöst hätte, wäre er am 26. Dezember der Erde noch einmal bis auf etwa 64,4 Mio. km (0,43 AE) nahegekommen.
In der Nähe des absteigenden Knotens seiner Umlaufbahn bewegte sich der Komet um den 1. November 2013 in geringer Nähe zur Erdbahn, und zwar in nur etwa 3,4 Mio. km (0,023 AE) Abstand dazu. Die Erde erreichte diese Stelle ihrer Bahn allerdings erst zweieinhalb Monate später um den 15. Januar 2014. Um diesen Zeitraum herum konnte eine leichte Zunahme der meteorischen Aktivität festgestellt werden.
Nach den mit einer gewissen Unsicherheit behafteten Bahnelementen, wie sie in der JPL Small-Body Database angegeben sind und die auch nicht-gravitative Kräfte auf den Kometen berücksichtigen, hätte seine Bahn lange vor seiner Passage des inneren Sonnensystems noch eine Exzentrizität sehr nahe bei 1,0000001 gehabt. In den wissenschaftlichen Veröffentlichungen wird er aber allgemein als Komet angesehen, der auf einer sehr langgestreckten elliptischen Bahn aus der Oortschen Wolke kam (d. h. mit einer Exzentrizität <1).
Dies konnte dann auch von Sekanina und Kracht durch ausführliche Analysen der Bewegung des Kometen bestätigt werden:
- Solange der Komet noch weiter als 4,9 AE von der Sonne entfernt war (also etwa bis Ende Januar 2013) ließ sich seine Bewegung hinreichend genau mit einer rein gravitativen Lösung beschreiben. Eine Rückrechnung dieser Bahnelemente in die Vergangenheit ergibt, dass seine Apheldistanz ursprünglich bei etwa 57.000 ± 10.000 AE (etwa 0,9 Lichtjahren) lag und seine Umlaufzeit 4,8 ± 1,2 Mio. Jahre betrug. Die Exzentrizität seiner Bahn lag ursprünglich bei etwa 0,9999996. Dies bestätigt, dass der Komet in der Tat aus der Oortschen Wolke kam. Die in der JPL Small-Body Database angegebenen Bahnelemente versuchen, die komplette Bewegung des Kometen mit einem Satz Bahnelemente zu beschreiben, was in diesem Fall offenbar ein ungeeigneter Ansatz ist.
- Zwischen 4,9 und 1 AE Abstand von der Sonne wurde die Bewegung des Kometen zunehmend durch nicht-gravitative Kräfte beeinflusst, indem in Richtung zur Sonne ausgasende Substanzen, hauptsächlich Wassereis, im Wesentlichen ein Abbremsen des Kometen bewirkten.
- Unter 1 AE Abstand von der Sonne wurde die Bewegung des Kometen von starken nicht-gravitativen Kräften beeinflusst, die sich nicht mehr allein durch das Ausgasen von Wasser erklären lassen. Hier könnte zusätzlich die Sublimation von Natrium eine Rolle gespielt haben, wodurch die nicht-gravitativen Kräfte in die Größenordnung von 1 % der Sonnengravitation kamen. Zusätzlich könnte auch der Strahlungsdruck der Sonne einen kleinen Einfluss auf die Kometenbewegung gehabt haben.
- Der Periheldurchgang erfolgte unter Berücksichtigung der nicht-gravitativen Einflüsse auf die Bewegung des Kometen am 28. November 2013 etwa um 18:42 Uhr TT (18:41 Uhr UT, Ungenauigkeit ± 5 Minuten).[45]

In einer Untersuchung aus dem Jahr 2020 konnte M. Królikowska unter Verwendung verschiedener Modelle mehrere Sätze von Bahnelementen für den Kometen bestimmen. Wegen des starken Einflusses nicht-gravitativer Kräfte in Sonnennähe bevorzugt sie zur Beschreibung seiner Bahn lange vor seiner Annäherung an die Sonne ein nicht-gravitatives Modell (Modell „pc“) unter Verwendung von insgesamt 4056 Beobachtungen des Kometen über einen eingeschränkten Zeitraum von 2011 bis Mitte 2013, welches ergibt, dass er sich ursprünglich auf einer elliptischen Bahn mit einer Exzentrizität von 0,9999997 und einer Großen Halbachse von etwa 45.000 AE (mit einer hohen Unsicherheit) bewegte. Es handelte sich höchstwahrscheinlich um einen „dynamisch neuen“ Kometen, der zuvor noch nicht in Sonnennähe war.